# London Büro der österreichischen Sozialisten
Das London Büro der österreichischen Sozialisten (auch London Büro oder London Bureau genannt) war eine am 24. April 1941 gegründete Parteigeschäftsstelle der Auslandsvertretung der österreichischen Sozialisten (AVOES) mit Zuständigkeitsbereich Großbritannien und Sitz in London, dem Zentrum der österreichischen Exilpolitik. Ihre "geschäftsführenden Mitglieder" Oscar Pollak und Karl Czernetz übten über das Büro entscheidenden Einfluss auf die österreichische Exilpolitik aus.

## Vorgeschichte
Ende März 1938 hatten die aus Brünn bzw. aus Österreich geflüchteten Spitzenfunktionäre der österreichischen Sozialisten Joseph Buttinger und Otto Bauer gemeinsam mit dem Sekretär der Sozialistischen Arbeiterinternationale (Nachfolgeorganisation der Zweiten Internationale) Friedrich Adler und weiteren Funktionären der 1934 in Österreich verbotenen Sozialdemokratischen Arbeiterpartei (SDAP) bzw. deren illegaler Nachfolgeorganisation, den Revolutionären Sozialisten Österreichs (R.S.), eine gemeinsame Exilorganisation gegründet. Es war dies die Auslandsvertretung der österreichischen Sozialisten (AVOES), die als kleines Entscheidungsgremium (maximal 15 Mitglieder) mit nachgeordneten, aber nicht stimmberechtigten Mitgliederorganisationen (Clubs) konzipiert war. Ihr Programm stellte man im Brüssler Manifest vor. Als Ziel wurde die Rückendeckung einer gesamtdeutschen, nach Hitler durchzuführenden sozialistischen Revolution definiert, die von den Sozialisten vor Ort zu initiieren und durchzuführen wäre. Die Unterstützung eines Kampfes gegen Hitler komme ebenso wenig in Frage wie die Zusammenarbeit mit anderen politischen Exilgruppierungen, die sich nicht zu diesen Zielsetzungen bekennen. Die Formierung einer österreichischen Exilregierung wäre zu verhindern, da sie die Handlungsfreiheit der Revolutionäre unter Umständen entscheidend einschränken würde.
Im Zuge des deutschen Westfeldzuges 1940 flohen die AVOES-Mitglieder ins Ausland, wobei Oscar Pollak und Karl Czernetz nach London kamen und im April 1941 das London Büro gründeten. Diesen Schritt, der ohne Auftrag, aber nachträglicher Duldung der Führung (Joseph Buttinger, Friedrich Adler) der AVOES in New York stattfand, begründete Pollak mit technischen Verbindungsproblemen zwischen London und New York aufgrund des Krieges, was lokale Clubs zu selbständigem Handeln nötigen könnte, das möglicherweise nicht im Sinne der AVOES wäre.

## Zusammensetzung desLondon Büro
Neben den beiden „geschäftsführenden Mitgliedern“ wurden noch Karl Ausch, Alois Buttinger, Marie Jahoda und Johann Svitanics als "Beratende Mitglieder" nominiert. Das Organ des Büros waren die London Information der österreichischen Sozialisten in Großbritannien. Der angeschlossene Austrian Labour Club stand allen Sozialisten und Sympathisanten offen.

## Tätigkeiten
Nach dem deutschen Überfall im Jahr 1941 schwenkte die Sowjetunion auf Zusammenarbeit mit dem Westen um. Den österreichischen Kommunisten, die sich bislang getarnt um die Organisation und Betreuung des österreichischen Exils in Großbritannien bemüht hatten, gelang es nun, die Masse des österreichischen Exils in dem als politisch neutral deklarierten Free Austrian Movement (FAM) zusammenzufassen. Allerdings weigerten sich sowohl die christlichsoziale Exilgruppe wie auch das London Büro, dieser Bewegung beizutreten, die als kommunistische Tarnorganisation empfunden wurde. Die Weigerung der Kooperation des London Büro führte schließlich zum Exodus von zwei Dritteln der Mitglieder des Austrian Labour Clubs, der Exodus der ,Rebellen‘ erfolgte unter Führung von Maria Köstler, Viktor Roll und Anni Hatschek. Vor ihnen war bereits die Gruppe Allina aus dem Club ausgetreten.
Hauptgründe für diese Austritte waren einerseits die Weigerung des London Büro, sich gemeinsam mit anderen Österreichern im Kampf gegen Hitler zu engagieren, und anderseits die Weigerung, sich klar für ein unabhängiges Österreich auszusprechen. Um dem zweiten Argument die Spitze zu nehmen, trat das Büro zuletzt für die Rückgängigmachung der Annexion Österreichs ein, allerdings nur, um den Österreichern gleich anschließend die Möglichkeit zu bieten, sich unbefangener für oder gegen eine gemeinsame Zukunft mit Deutschland entscheiden zu können.
Durch die Moskauer Deklaration, mit der sich die Alliierten am 31. Oktober 1943 auf ein freies, unabhängiges Nachkriegs-Österreich festlegten, geriet das London Büro mit seinen Plänen zur österreichischen Selbstbestimmung endgültig in die Defensive. Verstärkt wurde dies durch die Tatsache, dass nun das Free Austrian Movement gemäß Weisung Moskaus auf die österreich-patriotische Propagandalinie einschwenkte. Diese Linie hatte der in Moskau tätige österreichische Kommunist Alfred Klahr in einer Artikelserie vorbereitet, in der den Österreichern der Status einer von den Deutschen klar abgegrenzten Ethnie zugemessen wurde.
Als Friedrich Adler das Memorandum in den Austrian Labor Information als Diktat bezeichnete, machte sich in Exilkreisen Empörung breit, die gerade in London sehr heftig wurde. Das London Büro reagierte mit einem Befreiungsschlag. Es gründete am 3. November 1943 die "Österreichische Vertretungskörperschaft" (Austrian Representative Committee), die sich die Wiederherstellung eines freien und unabhängigen Österreichs zum Ziel setzte. Es gelang auch – mit Ausnahme der Kommunisten – Vertreter aller politischen Gruppierungen zu integrieren.
Die Reaktion des personell wesentlich stärkeren Free Austrian Movement, das selbst ein Österreichisches Nationalkomitee gründen wollte, war erwartungsgemäß negativ. Das Ergebnis war eine – zu erwartende – Pattstellung, mit der die letzte Chance schwand, eine repräsentative, von den Alliierten anerkannte Auslandsvertretung aller Österreicher zu formieren. Die Gründung der "Vertretungskörperschaft" ist daher weniger als eine ernsthafte Initiative für eine Gründung, sondern als Schachzug zur Verhinderung derselben zu betrachten.